# Crois pinguis
Crois pinguis är en insektsart som beskrevs av Kenneth Hedley Lewis Key 1976. Crois pinguis ingår i släktet Crois och familjen Morabidae. Inga underarter finns listade i Catalogue of Life.